# Caligo superbus
Espèce
Caligo superbus est une espèce de lépidoptères (papillons) de la famille des Nymphalidae et de la sous-famille des Morphinae et du genre Caligo.

## Dénomination
Caligo superbus a été décrit par le naturaliste Otto Staudinger en 1887

## Sous-espèces
- Caligo superbus superbus présent au Pérou.
- Caligo superbus agamemnon Weymer, 1890; présent en Équateur[1].

## Noms vernaculaires
Caligo superbus est nommé Superb Giant Owl en anglais<.

## Description
Caligo superbus est un grand papillon, au bord externe des ailes postérieures festonné avec le dessus des ailes antérieures de couleur bleu-vert à large bordure noire côté bord externe et aux ailes postérieures de couleur bleu violet vif à bordure noire au bord costal.
Le revers est ocre doré marbré de gris argent avec un très gros ocelle noir cerclé de jaune sur chaque aile postérieure mimant les yeux d'un hibou ou d'une grenouille arboricole.

## Écologie et distribution
Caligo superbus est présent en Équateur et au Pérou.

### Protection
Pas de statut de protection particulier.